# Corredor público
Un Corredor público en México es un abogado habilitado por el Poder Ejecutivo Federal mexicano, a través de la Secretaría de Economía y que auxilia al comercio, siendo en esencia un mediador que además funge como perito valuador de todo tipo de bienes, asesor jurídico, árbitro y fedatario público.

## Funciones
La responsabilidad institucional confiada del corredor público es garantizar la seguridad y certeza jurídica con su actuación, ejerciendo un control de legalidad en las transacciones comerciales y otras materias de competencia federal, brindando con ello un asesoramiento profesional e imparcial con la obligación de guardar el secreto profesional que le impone la Ley, lo que representa un elemento de confianza para quienes utilizan sus servicios; de acuerdo a la Ley su actuación se circunscribe a lo siguiente:
- Agente mediador: Transmite e intercambia propuestas entre dos o más partes y asesora en la celebración o ajuste de cualquier contrato o convenio de naturaleza mercantil.

- Perito valuador: Estima, cuantifica y valora los bienes, servicios, derechos y obligaciones que se sometan a su consideración, por nombramiento privado o por mandato de autoridad competente.

- Asesor jurídico: Asesora jurídicamente a los comerciantes en las actividades propias del comercio, con un alto sentido de responsabilidad y ética profesional.

- Árbitro: Actúa a solicitud de las partes, en la solución de controversias derivadas de actos, contratos o convenios de naturaleza mercantil, así como las que resulten entre proveedores y consumidores, brindando solución a los conflictos comerciales mediante un proceso rápido, económico y equitativo.

- Fedatario público: Actúa como fedatario público para hacer constar los contratos, convenios y actos jurídicos de naturaleza mercantil, excepto tratándose de inmuebles, así como en la emisión de obligaciones y otros títulos valor; en hipotecas sobre buques, navíos y aeronaves que se celebren ante él, así como para hacer constar los hechos de naturaleza mercantil.

Asimismo, actúa como fedatario en la constitución y en los demás actos previstos por la Ley General de Sociedades Mercantiles, incluso aquellos en los que se haga constar la representación orgánica.

## Diferencia entre Corredor Público y Notario Público

### Funciones
| Fedatario Público Perito Valuador Mediador Comercial Árbitro Comercial Asesor Jurídico | Fedatario Público Asesor Jurídico |

### Ámbito de Competencia
| Estatal en Fe Pública Federal en todas sus demás funciones Puede actuar solo en cuestiones Mercantiles | En el Distrito Judicial que corresponda en Fe Pública Puede actuar en cuestiones Mercantiles y Civiles |

### Facultades
| Otorgadas por el Ejecutivo Federal a través de la Secretaría de Economía | Otorgadas por el Ejecutivo Estatal por el Gobernador del Estado |

### Sociedades
| Puede actuar solo en Sociedades Mercantiles (S.A., S. de R.L., etc.)y Agrarias Puede otorgar poderes de representación Orgánica en Sociedades Mercantiles y Agrarias Puede formalizar toda clase de asambleas de Sociedades Mercantiles y Agrarias | Puede actuar en toda clase de Sociedades Mercantiles o Civiles Puede otorgar poderes de representación Orgánica en Sociedades Mercantiles, Civiles y Agrarias Puede formalizar toda clase de asambleas de Sociedades Mercantiles, Civiles y Agrarias |

### Inmuebles
| No puede escriturar inmuebles Puede actuar en créditos Refaccionarios o de Habilitación con garantía sobre inmuebles | Puede escriturar inmuebles |

### Materia Civil
| No pueden actuar en materia civil | Pueden actuar en materia civil (testamentos, arrendamiento, poderes entre particulares, sociedades civiles como S.C. o A.C.) |

Restricciones
| No pueden litigar No pueden actuar cuando se trate de asuntos donde intervengan sus parientes cercanos | No pueden litigar No pueden actuar cuando se trate de asuntos donde intervengan sus parientes cercanos |

### Fe Pública
| Posee Fe Pública y sus instrumentos hacen prueba plena Puede expedir copias certificadas Puede ratificar Contratos Mercantiles | Posee Fe Pública y sus instrumentos hacen prueba plena Puede expedir copias certificadas Puede ratificar toda clase de Contratos |

### Ley que los regula
| Ley Federal de Correduría Pública y su Reglamento | Ley del Notariado Estatal |

### Honorarios
| Se pueden fijar libremente con el cliente en virtud de que no existe un arancel | Existe un arancel ya establecido |